# La grazia (film)
La grazia è un film italiano del 1929, diretto da Aldo De Benedetti, una delle ultime pellicole mute prodotte in Italia prima dell'introduzione del sonoro.

## Trama
La pastorella Simona si innamora di Elias incontrato per caso in una grotta e poi ritrovato a casa al ritorno dal pascolo. Anche Elias è attratto dalla giovane: deve ripartire ma promette di tornare per sposarla. Durante il viaggio è travolto da una valanga e salvato da una donna fatale da cui resta irretito, presso la quale si ferma molto tempo. Simona, intanto, partorisce di nascosto una bambina, ma poi, scoperta, deve rivelare il nome del seduttore. I suoi fratelli cercano e trovano Elias per vendicarsi uccidendolo, benché lui giuri di amare ancora Simona e di volerla sposare. Quando tutto sembra perduto, un fulmine colpisce la bimba che resta illesa. Di fronte a questa grazia, il padre di Simona perdona Elias ed acconsente al matrimonio.

## Produzione
La grazia, tratto dalla novella Di notte che Grazia Deledda pubblicò nel 1892, è stato uno degli ultimi film muti girati in Italia prima dell'arrivo del sonoro, nonché l'ultimo dei 4 prodotti nel corso della sua breve esistenza dalla "Artisti Direttori Italiani Associati" ("A.D.I.A."). 

Fotogramma del film

Carmen Boni

Per tentare di reagire alla profonda crisi che aveva colpito la cinematografia italiana negli anni venti un gruppo di cineasti (i pochi che non s'erano trasferiti a lavorare in Germania o in Francia) avevano dato vita nel 1927 a questa realtà produttiva: tra essi Mario Camerini, Gabriellino D'Annunzio, Luciano Doria e Roberto Roberti, oltre al De Benedetti, qui regista per la sua terza ed ultima volta. Per supportare la propria attività, la "A.D.I.A." aveva anche provveduto nel 1928 ad aumentare il capitale sociale sino ad un milione e mezzo di lire del tempo, per «avviare la cinematografia italiana verso l'agognata mèta»
Da tempo si auspicava infatti, ma con modesti risultati, un rilancio (la "rinascita") dell'industria cinematografica in Italia. ed a tale fine analoghe iniziative erano state intraprese nello stesso periodo sia dal gruppo formatosi attorno a Blasetti ed alla rivista cinematografo - che darà luogo alla sfortunata vicenda di Sole - sia dalla I.C.S.A. che aveva realizzato a Firenze - Rifredi Frate Francesco, anch'esso carico di retorica nazionalista, e Boccaccesca.
Ma, nonostante questi sforzi, nel quinquennio 1925 - 1929, furono realizzati in Italia non più di 100 film, e per di più, essendo spesso legati a contesti regionali, solo una minima parte di essi riuscì ad avere una diffusione nazionale, e quasi nessuno internazionale.
La lavorazione de La grazia iniziò nel gennaio 1929 e durò per circa due mesi, con riprese presso i teatri di posa della Farnesina e pochi esterni girati nella campagna romana. Alle scenografie collaborò il futuro regista Goffredo Alessandrini. Per l'occasione fu richiamata dall'estero Carmen Boni, attrice a quel tempo di rilievo internazionale, che però i commentatori giudicarono «poco adatta per una parte di una drammaticità così sostenuta e così pesante». Alla Boni si affiancò come attore il futuro regista Giorgio Bianchi
Intanto nello stesso 1929 l'imprenditore Stefano Pittaluga, aveva deciso di attrezzare per la produzione sonora i teatri di posa romani di via Vejo della "Cines", poi inaugurati nel maggio 1930 e questo comportò la scomparsa delle aziende cinematografiche ancora legate al muto. Anche la "A.D.I.A." cessò la sua attività.

Scenografia di Goffredo Alessandrini

## Accoglienza
Per La grazia si tentò una produzione internazionale, collegandosi con la "SOFAR" di Parigi, la "ORPLID" di Berlino e la "British" di Londra, ma non risultano notizie relative ad una circolazione estera del film, la cui prima italiana era avvenuta, dopo aver passato senza problemi l'esame della censura nel luglio 1929, al cinema "Vittoria" di Padova.
Alla sua uscita italiana i giudizi della critica non furono benevoli. Anche la rivista di Blasetti, cinematografo, che pure si batteva per il rilancio del cinema italiano, scrisse che «vi è da osservare una lentezza dell'azione che dà al film un'aria di stanchezza ed un languore troppo marcato (anche se) c'è di mezzo la "rinascita" e questo ci sta molto a cuore e ci spinge ad indulgere». Il Corriere della sera rilevò come «sarebbe un cattivo servizio reso a noi stessi dire che La grazia rappresenti un passo avanti verso la ripresa dell'industria cinematografica italiana; il racconto è lento, la maniera in arretrato sempre e [...] sommario ed impreciso nelle situazioni principali».
L'unico a difendere il film restò Blasetti, ma più per impegno militante che per convinzione artistica definendolo «un film italiano» e minacciando sbrigativamente i detrattori di «lasciare la penna e prendere il bastone». Tuttavia, molto più recentemente lo storico del cinema muto Bernardini ha definito il film diretto da De Benedetti «un piccolo gioiello».
La grazia è uno dei due film prodotti dalla A.D.I.A. sopravvissuto (l'altro è Kif Tebbi): un esemplare della pellicola è infatti conservato presso la Cineteca Nazionale.